# 93. Selbständige mechanisierte Brigade
Die 93. Selbständige mechanisierte Brigade „Cholodnyj Jar“ (ukrainisch 93-тя окрема механізована бригада «Холодний Яр», 93 ОМБр) ist ein Großverband der ukrainischen Landstreitkräfte. Die Brigade ist in Tscherkaske, Oblast Dnipropetrowsk disloziert und ist ein Teil des Operationskommando Ost. Sie trägt den Ehrennamen „Cholodnyj Jar“. Der Name verweist auf das historische Gebiet der Dnipro-Ukraine, welches durch seine Rebellen berühmt wurde.
Im Oktober 2022 beschrieb der amerikanische Kriegsreporter David Axe die Brigade als „one of the most brutally effective“ („eine der brutalsten und effektivsten“) von allen ukrainischen Frontbrigaden.

## Geschichte

### Zweiter Weltkrieg
Am 10. Mai 1943 während des Zweiten Weltkriegs wurde die Aufstellung der 93. Schützendivision abgeschlossen. Im Juli 1943 erhielt sie ihre Feuertaufe als Teil der 69. Armee in der Nähe des Dorfes Prochorowka während der Schlacht um Kursk. Im Zuge der Gegenoffensive nahmen die Militäreinheiten der Division an der Befreiung von Charkiw teil. Für die Befreiung der Stadt Charkiw am 23. August 1943 erhielt die Einheit den Ehrennamen „Charkiwska“. An der Südwestfront nahm die Einheit an der Befreiung des Donbas teil. Die letzte Schlacht des Zweiten Weltkriegs für die Soldaten der Division war die Prager Operation im Mai 1945.
Während des Krieges legten die Soldaten der Division 6500 Kilometer zurück, nahmen 17.531 feindliche Offiziere und Soldaten gefangen, zerstörten 108 Panzer und 313 Artilleriesysteme. Für Mut und Tapferkeit wurden 16.898 Soldaten mit Orden und Medaillen ausgezeichnet. 14 wurden Helden der Sowjetunion.

### Nachkriegszeit

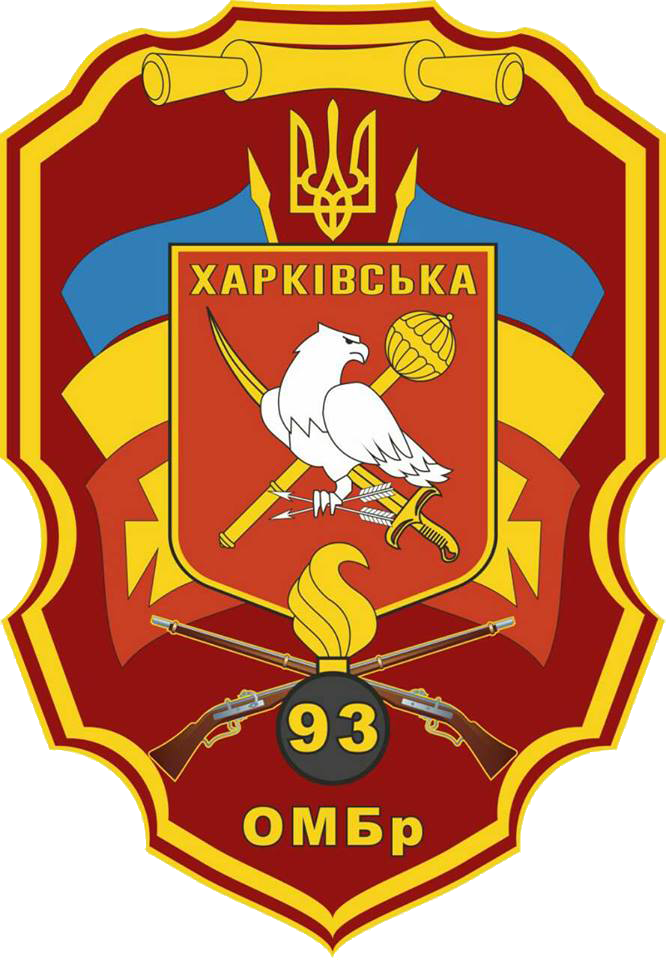
Verbandsabzeichen bis 2018

In den Nachkriegsjahren war die Division in Ungarn stationiert. Der Stützpunkt der Division befand sich in der Stadt Kecskemét.
Soldaten der Division dienten in Afghanistan und liquidierten die Folgen der Nuklearkatastrophe in Tschornobyl.
1991 wurde die Division nach Tscherkaske in der Oblast Dnipropetrowsk verlegt.

### Nach der Unabhängigkeit der Ukraine
Nach dem Zerfall der Sowjetunion trat die Division im Jahr 1992 als 93. Mechanisierte Division den Streitkräften der Ukraine bei. Sie war Teil des 6. Armeekorps des Militärbezirks Odesa. Am 1. Dezember 2002 wurde die mechanisierte Division in die mechanisierte Brigade reformiert. Gleichzeitig wurde das 1039. Selbstständige Flugabwehrraketenregiment der Division zu einer selbstständigen Einheit und die meisten anderen Einheiten wurden aufgelöst.

### Teilnahme an Missionen der Vereinten Nationen und der NATO
Die Brigade nahm an Friedenssicherungsoperationen in Kosovo, Kongo, Sierra Leone, Liberia und Libanon teil.
Im August 2019 nahm eine Kompanie der 93. Mechanisierten Brigade am NATO-Militärmanöver „Combined Resolve“ auf dem Truppenübungsplatz nahe der Stadt Hohenfels in Bayern teil.

### Russisch-Ukrainischer Krieg
Von Anfang an nahm die 93. Mechanisierte Brigade am Krieg im Osten der Ukraine mit Russland teil. Die Einheiten der Brigade durchliefen die heftigsten Schlachten des Krieges, darunter die Schlachten in der Nähe von Ilowajsk und dem Flughafen Donezk.
Im März 2014 war die Brigade eine der ersten, die an der Landesgrenze in Milowe und Trojizke in der Oblast Luhansk eingesetzt wurden.
Im Mai kämpfte die Brigade bereits in der Frontrichtung Donezk. Während dieser Zeit erlitt sie ihre ersten Verluste. Drei Soldaten wurden bei einem Feuergefecht mit russischen Truppen an einem Kontrollpunkt in der Nähe des Dorfes Solotyj Kolodjas getötet.
Ende Mai und Anfang Juni begannen die ersten schwere Gefechte. Dann wurde der erste russische Raketenwerfer BM-21 in der Nähe von Dobropillja erbeutet. Der erste Kampf mit feindlichen Panzern fand in der Nähe von Nowoseliwka statt. Die Brigade nahm an der Befreiung von Selydowe, Ukrajinsk, Karliwka, Netajlowe, Perwomajsk, Awdijiwka, Pisky teil.
Während des Krieges in der Ostukraine erlitt die Brigade die größten Verluste unter den Militäreinheiten der Ukraine. Stand Dezember 2021 waren es 316 Soldaten, die im Kampf starben. Bis Anfang 2018 wurden mehr als 1000 Soldaten der Brigade mit staatlichen Auszeichnungen geehrt, darunter drei mit der höchster Auszeichnung „Held der Ukraine“ und dem Orden des Goldenen Sterns. Zwei davon postum.
Seit Beginn der russischen Invasion im Jahr 2022 verteidigte die 93. Mechanisierte Brigade die Ukraine in verschiedene Frontrichtungen: Sumschtschyna, Charkiw, Isjum, Balaklija, Bachmut und Soledar.

## Kommandeure
- (2001) Oberst Ihor Botscharow
- (2010–2013) Oberst Wolodymyr Karpenko
- (2013–2015) Oberst Oleh Mikaz
- (2015–2019) Oberst Wladyslaw Klotschkow
- (2019–21. Januar 2022) Oberst Dmytro Bryzhynskyj
- (21. Januar 2022–heute) Oberst Ruslan Schewtschuk[7]